# Minook Creek
Der Minook Creek ist ein etwa 48 Kilometer langer linker kleinerer Nebenfluss des Yukon River im Interior des US-Bundesstaats Alaska.

## Verlauf
Der Minook Creek entspringt an der Südflanke des Eureka Dome im äußersten Westen des Yukon-Tanana-Hochlands auf einer Höhe von etwa 580 m. Er fließt in nördlicher Richtung durch das Bergland und mündet schließlich am östlichen Ortsrand der Indianergemeinde Rampart in den nach Westen strömenden Yukon River. Dem Flusslauf folgt eine unbefestigte Straße, die 32 km nordöstlich von Manley Hot Springs nahe den Eureka-Goldfeldern vom Elliott Highway abzweigt. Der Minook Creek entwässert ein etwa 488 km² großes Areal im äußersten Westen des Yukon-Tanana-Hochlands.

## Name
Der Fluss wurde Anfang der 1890er Jahre von Prospektoren nach John Minook benannt. Dieser war russischer und amerikanisch-indianischer Abstammung und fand um das Jahr 1893 am Nebenfluss Little Minook Creek Gold. Der indianische Flussname, von Captain Raymond 1871 gemeldet, war "Clanachargut" („Klana-Kakat“ oder „Mündung des Kla River“).

## Geschichte
In den 1890er Jahren wurde das Einzugsgebiet des Minook Creek von Goldsuchern heimgesucht.